# Eriophora sachalinensis
Eriophora sachalinensis is een spinnensoort in de taxonomische indeling van de wielwebspinnen (Araneidae).
Het dier behoort tot het geslacht Eriophora. De wetenschappelijke naam van de soort werd voor het eerst geldig gepubliceerd in 1934 door Kendo Saito.